# 上市警察署
上市警察署（かみいちけいさつしょ）は、富山県警察が管轄する警察署の一つである。識別章所属表示はKA。署長は警視。

## 所在地
- 富山県中新川郡上市町大坪5番地1

## 管轄区域
- 中新川郡上市町、立山町、舟橋村

## 沿革
出典は個別に提示されているものを除き、右記のものを使用する。
1874年10月 - 1875年10月の間に上市に巡視屯所が設置されたのが最初であり、屯所時代は民家への屯所入居および移転が数回行われていた。1877年9月17日、上市巡視屯所が魚津警察署上市分署に改められ、1880年4月1日に、所管が魚津から富山に変更、さらに1893年12月31日には、滑川警察署所属の分署となった。
1926年7月1日、上市分署が滑川警察署から独立し、上市警察署となった。
1931年3月1日、工費1,600円をかけて庁舎改築工事に着手し、同年5月9日に完工した（この間は上市町医師安本太三郎氏の病舎が臨時の警察署庁舎に充てられた）。
1948年3月7日、警察法改正により上市警察署を廃止し、自治体警察上市町警察署を設置。周辺の村々は国家警察中新川地区警察署の管轄となった。
1951年10月1日、上市町警察署、上市町公安委員会を廃止し、国家地方警察上市地区警察署が発足。同時に現在の上市町、立山町が管轄となった。同年中には新庁舎建設の議がまとまる。
1952年3月30日、国庫補助金405万円、上市町負担金320万円、計725万円の工費にて、横法音寺80番地に先代庁舎が完成した。
1954年7月1日、警察法の再度の改正により、現在の上市警察署に改められた。
1976年度に新庁舎建設のために4,861m2の用地を購入。
1978年4月、現在地の大坪地内に現庁舎（鉄筋コンクリート造3階建て1,360m2および木造平屋建て88m2の署長公舎）が建設され、4月18日に業務開始、4月22日に完成式が挙行された。新庁舎完成の際は記念スタンプも制作された。
2024年7月1日から滑川警察署とのブロック運用（新川西エリア）が導入され、署長、副署長、次長を除く警察官による2署兼務体制に移行。

## 組織
2021年時点。
- 署長(警視)
- 次長(警部)
- 警務課
  - 警務係、県民相談係
- 警備課
  - 警備係
- 地域交通課
  - 地域総務係、自動車警ら係、企画送致係、指導係、事故捜査係
- 刑事生活安全課
  - 庶務係、生活安全係、刑事係、鑑識係
- 会計課
  - 会計係

## 交番

### 上市町
- 上市町交番（中新川郡上市町若杉新2-55）

### 立山町
- 立山町交番（中新川郡立山町米沢18-1）

## 駐在所

### 上市町
- 南加積警察官駐在所（中新川郡上市町広野1552-1）
- 大岩警察官駐在所（中新川郡上市町大岩54）

### 立山町
- 上段警察官駐在所（中新川郡立山町福田620）
- 釜ケ渕警察官駐在所（中新川郡立山町道源寺225）
- 岩峅警察官駐在所（中新川郡立山町岩峅寺105-11）
- 立山公園口警察官駐在所（中新川郡立山町芦峅寺151）
- 新川警察官駐在所（中新川郡立山町浦田539）

### 舟橋村
- 舟橋村警察官駐在所（中新川郡舟橋村仏生寺66-3）

## 警備派出所
山岳警備隊の拠点となっている。
- 室堂警備派出所（中新川郡立山町芦峅寺） - 室堂、地獄谷、五色ヶ原周辺を管轄。
- 剱沢警備派出所（中新川郡立山町芦峅寺） - 剱岳、別山を管轄。
- 馬場島警備派出所（中新川郡上市町伊折深谷） - 馬場島周辺を管轄。